# Wolfgang Lusak

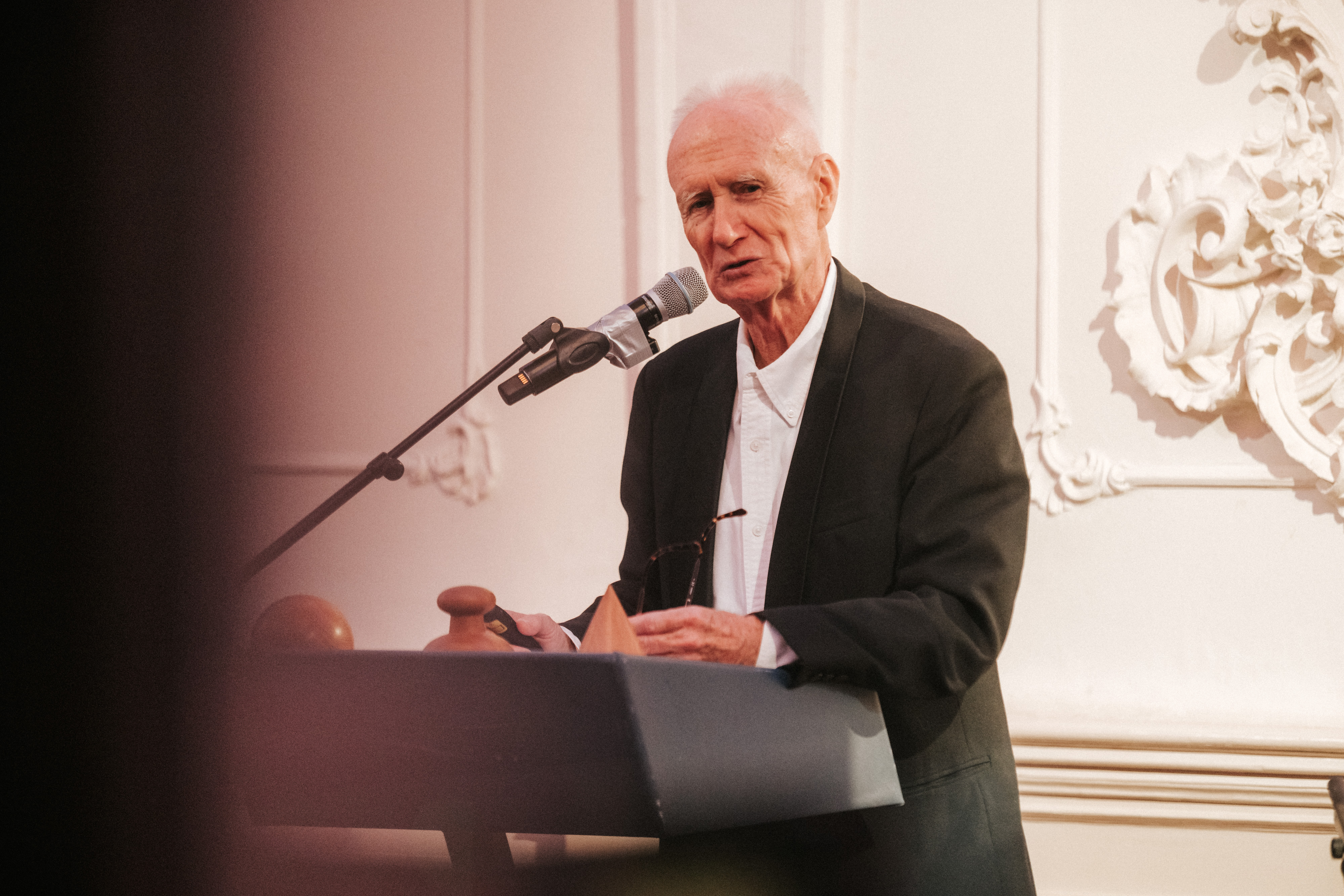
Wolfgang Lusak (2024)

Wolfgang Lusak (* 19. Oktober 1949 in Wien) ist ein österreichischer Unternehmer und Marketingexperte. Er wurde bekannt durch seine Tätigkeit für die österreichische Weinwirtschaft nach dem sogenannten Glykolwein-Skandal.

## Leben
Lusak besuchte die Volksschule der Piaristen Maria Treu und maturierte am Realgymnasium Schottenbastei. Er schloss sein Studium an der Universität Wien als Magister der Wirtschaftswissenschaften ab.

## Wirken
Vor seiner selbständigen Tätigkeit als Berater war Lusak der erste Geschäftsführer der österreichischen Weinmarketing-Gesellschaft.
Lusak veröffentlicht seit 2000 regelmäßig Gastkommentare und Fachartikel in verschiedenen Medien, darunter der Kurier, Die Presse, Medianet und verschiedene Wirtschafts- und Branchen-Magazine. Seit 2008 führt er gemeinsam mit dem Gallup-Institut die Repräsentativ-Befragung Mittelstands- und Lobbying-Barometer durch.

## Schriften
- Mein Herz schlägt in der Mitte. Novum Verlag, Wien 2024, ISBN 978-3991306702.
- BEST OF Mittelstand; von Wolfgang Lusak; Herausgeber Lusak-Baumert-Chvojka-Kunz, Wien, 2019; ISBN 978-3-200-06255-9
- M für Mittelstand: Hier kommt die Lobby der Mitte; von Wolfgang Lusak, Margarete Kriz-Zwittkovits; Holzhausen Verlag, Wien, 2013; ISBN 978-3-902868-90-9
- Der AllEinige Manager. Er kennt den Weg zum Erfolg; von Wolfgang Lusak; Signum Verlag, Wien, 1990; ISBN 978-3-200-06255-9
- Erfolgsfaktor SMART STREET; von Alexander Meissner & Wolfgang Lusak; Melk, 2021; ISBN 978-3-200-07836-9
- Grünbuch: Verantwortungsvolles Wertstoff Management, Handbuch für die Österreichische Abfallwirtschaft; von Wolfgang Lusak, Johann Mayr; ARGE Österreichische Abfallwirtschaftsverbände, Wien 2022, ISBN 978-3-200-07846-8, p. 60–61

## Auszeichnungen und Ehrungen
- 2010: Auszeichnung als Unternehmer des Jahres durch den ÖGV (überreicht von ÖGV-Präsidentin Margarete Kriz-Zwittkovits)[5]
- 1990: Staatspreis für internationale PR der Weinmarketinggesellschaft
- 1989: Staatspreis-Anerkennung für Verbands-Werbung Weinmarketing (überreicht im Bundesministerium für Wirtschaft durch Wolfgang Schüssel)[6]
- 1988: Marketingpreis für Weinmarketing